# Herbert J. Krapp
Herbert J. Krapp (Nueva York, 1887 -  Florida, 1973) fue un arquitecto y diseñador de teatros estadounidense.

## Biografía
Krapp fue aprendiz en la firma Herts & Tallant, donde colaboró en el diseño de los planos para los teatros Liceo, Shubert, Cabina, New Amsterdam y el Teatro Longacre, entre otros. Se apartó de la empresa en 1915. Entre 1912 y 1916 Krapp comenzó a trabajar directamente con los hermanos Shubert; con el tiempo se convertiría en su principal arquitecto. También diseño teatros para los hermanos Chanin.
Krapp era conocido por su habilidad para sacar de un pequeño espacio en construcción su máximo potencial. Para el teatro Majestic, Krapp incorporó asiento de estadio en el nivel de orquesta, creando mejores líneas de visión y permitiendo la creación de áreas más grandes en salones y vestíbulos.
Diseñó el Teatro Ambassador en una perfecta diagonal para lograr que cupieran el máximo número de espectadores. Fue también responsable de reconstrucción de los teatros Winter Garden y Helen Hayes en la década de 1920. Diseñó el Hotel Edison, el Hotel Lincoln (ahora llamado Row NYC), y muchos otros edificios.
A pesar de la crisis de 1929 y la consiguiente caída de la bolsa de 1929 y el fin del auge de la construcción de teatros, Krapp se quedó con la compañía Shuberts hasta 1963, supervisando el mantenimiento y la renovación parcial de muchas de sus sedes. También fue amigo de la experimentación y la invención; algunas de las herramientas que creó fueron patentadas y luego utilizadas por la Fuerza Aérea de los Estados Unidos. Murió en Florida en 1973.

## Edificios diseñados por Krapp
| - Teatro Ambassador - Teatro Brooks Atkinson - Teatro Ethel Barrymore - Teatro Biltmore - Teatro Bernard B. Jacobs - Teatro Broadhurst - Teatro John Golden - Helen Hayes Theatre (reforma) - Imperial Theatre - Majestic Theatre - Eugene O'Neill Theatre - Richard Rodgers Theatre - Gerald Schoenfeld Theatre - Neil Simon Theatre - Winter Garden Theatre (reforma) | - Teatro Ed Sullivan - Teatro Forrest (Filadelfia) - Hotel Edison (Nueva York) - Milford Plaza Hotel (Nueva York) - Teatro Morosco (Nueva York; demolido en 1982) - The Sardi's Building (Nueva York) - RKO Proctor's Theater (New Rochelle) - Teatro Folly, Kansas City (Misuri) (reforma) - Loew's Woodside Theatre (1926), luego St. Sebastian Roman Catholic Church (Queens, Nueva York). - Boulevard Theater (Jackson Heights, Nueva York) - Central Theatre (Nueva York City) |